# Hans Kox
Pour les articles homonymes, voir Kox.
Hans Kox, né le 19 mai 1930 à Arnhem et mort le 25 février 2019, est un compositeur néerlandais.

## Biographie
Hans Kox fait ses études au Conservatoire d'Utrecht avant de prendre des leçons particulières avec Henk Badings. Il enseigne à l'École de musique de Doetinchem de 1956 à 1970, puis il est nommé professeur de composition dans son ancien conservatoire d'Utrecht.
Hans Kox entretient une fascination pour les propriétés mathématiques de la musique, autant dans sa structure formelle que dans les divisions intervalliques. Certaines de ses œuvres sont construites sur la gamme de trente et un intervalles égaux, inventée par le physicien néerlandais Adriaan Fokker. Sa série de Cyclophonies (« Cycles sonores »), Hans Kox expérimente les formes ouvertes.

## Œuvres

### Opéras
- Dorian Gray (nl), d'après l'œuvre d'Oscar Wilde (1772-1973 ; création à Schéveningue le 30 mars 1974)
- Lord Rochester (1978)

### Musique orchestrale
- Little Lethe Symphony, (1956)
- Musique concertante pour cor, trompette, trombone et orchestre (1956)
- Concerto pour flûte (1957)
- Macbeth, ouverture (1958)
- Concerto pour orchestre (1959)
- Symphonie no 1 pour orchestre à cordes (1959)
- Ballet « Spleen » (1960)
- Symphonie no 2 pour orchestre (1960-1966, reprend deux pièces pour orchestre, Ballade et Paraklesis)
- Concerto pour piano (1961)
- Concerto pour violon no 1 (1963)
- Concerto pour deux violons (1964)
- Cyclophonie no 1 pour violoncelle et petit orchestre (1964)
- Cyclophonie no 2 pour trois groupes d'orchestres (1964)
- Cyclophonie no 3 pour piano et bande magnétique (1964)
- Cyclophonie no 4 pour flûte à bec soprano et neuf instruments à cordes (1965)
- Cyclophonie no 5 pour hautbois, clarinette, basson et dix-neuf instruments à cordes (1966)
- Music for Status Seekers (1966)
- Cyclophonie no 6 pour violon, trompette, piano, vibraphone et seize instruments à cordes (1967)
- Concerto pour violoncelle (1969)
- 6 One-act Plays pour vingt-neuf musiciens (1971)
- Cyclophonie no 7 pour violon, piano et six percussionnistes (1971)
- Cyclophonie no 8 pour quintette à vent, violon, alto, violoncelle et contrebasse (1971, révision en 1982)
- Concerto bandistico (1973)
- Cyclophonie no 9 pour percussion et petit orchestre (1974)
- Concerto gothique pour harpe et orchestre de chambre (1975)
- Cyclophonie no 10 pour chœur mixte et cordes (1975)
- Sinfonia concertante pour violon, violoncelle et orchestre (1976)
- Vangoghiana pour ensemble de cuivres, cordes et percussion (1977)
- Cyclophonie no 11 pour grand ensemble d'harmonie (1978)
- Concerto pour saxophone alto et orchestre (1978)
- Cyclophonie no 12 pour huit violoncelles (1979)
- Concerto pour violon no 2 (1978, révision en 1981)
- Concertino pour ensemble de chambre (1982)
- Notturno e Danza pour violon, alto ou clarinette, violoncelle, piano et cordes (1983)
- Symphonie no 3 pour orchestre, d'après Isaïe I (1985)
- Le Songe du Vergier pour violoncelle et orchestre (1986)
- Musica reservata pour deux orchestres à vents (1986)

### Musique vocale
- De Kantate van St Juttemis, pour baryton, ténor, chœur et piano (1962)
- Zoo, cantate (1964)
- Litania pour chœur de femmes, percussion et cordes (1965)
- L'Allegria pour soprano et orchestre (1967)
- In Those Days pour chœur et orchestre (1969, prix Italia en 1970)
- Puer natus est, noëls européens pour chœur et orchestre (1971)
- Requiem for Europe pour 4 chœurs et orchestre (1971)
- De Vierde Kraai oftewel de Kraaiende Vier pour chœur d'hommes, quatuor de cuivres et percussion (1972)
- Gedächtnislieder pour voix et orchestre (1972)

### Musique de chambre
- Sonate pour violon et alto no 1 (1952)
- Sonate pour piano no 1 (1954)
- Trio pour deux violons et alto no 1 (1952)
- Prélude et Fugue pour orgue (1954)
- Trio pour deux violons et alto no 2 (1954)
- Quatuor à cordes (1955)
- Sonate pour piano no 2 (1955)
- Trio no 3A pour violon, alto et violoncelle (1955)
- Sonate pour violon et alto no 2 (1955)
- Quintette à cordes (1957)
- Sextuor no 1 (1957)
- Sextuor no 2 (1957)
- Amphion pour deux récitants, cuivres et percussion (1958)
- Trois Pièces pour violon seul, en trente et unième de ton (1958)
- Quatuor avec piano no 1 (1959)
- Sextuor no 3 (1959)
- Sonate pour violoncelle seul (1959)
- Passacaille et Choral pour orgue en trente et unième de ton (1960)
- Trois Études pour piano (1961)
- Quatre Piècespour quatuor à cordes, en trente et unième de ton (1961)
- Sextuor no 4 (1961)
- Sonate pour violon et alto no 3 (1961)
- Quatre Pièces pour deux trompettes et trombone, en trente et unième de ton (1964)
- Sonate pour violon et alto no 4 (1966)
- Quatuor avec piano no 2 (1968)
- Sérénade pour trois violons (1968)
- Préludes pour violon (1971)
- Capriccio pour deux violons et piano (1974)
- The Jealous Guy Plays His Tune pour violon et piano (1975)
- Melancholies pour piano (1975)
- Trio avec piano (1976)
- Suite pour violoncelle seul (1976)
- Suite pour trio avec guitare (1977)
- Sonate pour saxophone et piano (1983)